# Ademola Okulaja
Ademola Okulaja (Lagos, 10 luglio 1975 – Berlino, 16 maggio 2022) è stato un cestista tedesco.

## Biografia
Alto 202 cm, giocava come ala grande.
Nel 2007 fu convocato per gli Europei in Spagna con la maglia della Germania.
Okulaja è morto nel 2022, lasciando la moglie e due figli.

## Palmarès
- Campionato tedesco: 1

Alba Berlino: 1999-2000
- Liga catalana: 1

Barcellona: 2001
- Supercoppa tedesca: 1

Brose Bamberg: 2007
- Coppa Korać: 1

Alba Berlino: 1994-95